# Religion en république démocratique du Congo
Religion en république démocratique du Congo (2020)
- Église catholique (54,9 %)
- Protestantisme (18,6 %)
- Islam (1,5 %)
- Autres religions (25 %)

Le christianisme est la plus importante des religions en république démocratique du Congo (environ 108 millions d'habitants en 2022).
L'article 26 de la Constitution de transition autorise la liberté de culte, avec une proposition équivalente pour la nouvelle constitution (article 22). Ces droits sont généralement respectés. Des tensions religieuses existent cependant, de par les liens entre certaines organisations prophétiques et des groupes paramilitaires.

## Christianisme: 80..90%
Le christianisme est introduit dans la région du Congo en 1484 lorsque les Portugais arrivèrent et convainquirent le roi et son entourage à convertir le peuple. Cette conversion fut tout d’abord technologique, les Kongos étant impressionnés par les différents constructions, navires et outils des explorateurs, désiraient adopter la culture et la foi de ceux-ci. En 1506, un candidat qui avait la faveur des Portugais arriva au trône, Alphonse Ier du Kongo (Alfonso I). Alphonse Ier eut plusieurs correspondances avec le roi du Portugal et le Vatican. Certaines interdictions de la nouvelle foi créèrent certains problèmes notamment concernant la polygamie. Certaines doctrines subirent une adaptation aux croyances et coutumes locales. Une conversion au christianisme plus généralisée prit lieu au cours des XIXe et XXe siècles, durant la période coloniale belge.
- Christianisme en république démocratique du Congo (en)
- Liste des cathédrales de république démocratique du Congo
  - Cathédrale Notre-Dame-de-la-Paix de Bukavu, Cathédrale Saints-Pierre-et-Paul de Lubumbashi

### Catholicisme: 40%

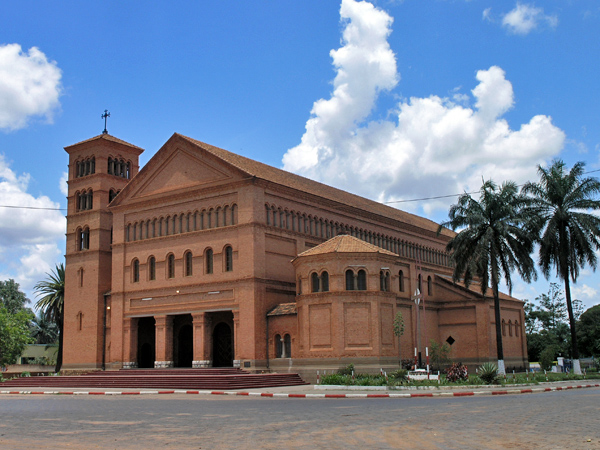
La cathédrale Saints-Pierre-et-Paul à Lubumbashi.

Au début du XVIe siècle sous le règne du roi Nzinga Mbembe le Congo a adopté le christianisme comme religion officielle, sous l'influence des premiers jésuites. En 1597, la principale église de M'banza-Kongo (San Salvador) a reçu le statut de cathédrale. L'activité missionnaire au Congo était le fait de plusieurs ordres religieux: franciscains, dominicains, jésuites et autres. L'Église catholique en république démocratique du Congo compte environ 35 millions de fidèles.
- Rite zaïrois, Missa Luba
- Conférence épiscopale nationale du Congo
- Monastère Notre-Dame de l'Emmanuel de Kasanza (1958)
- Sanctuaire Notre-Dame du Kasaï
- Mouvements de jeunesse : Kiro Congo, Xaveri Congo

### Protestantisme: 20..30%

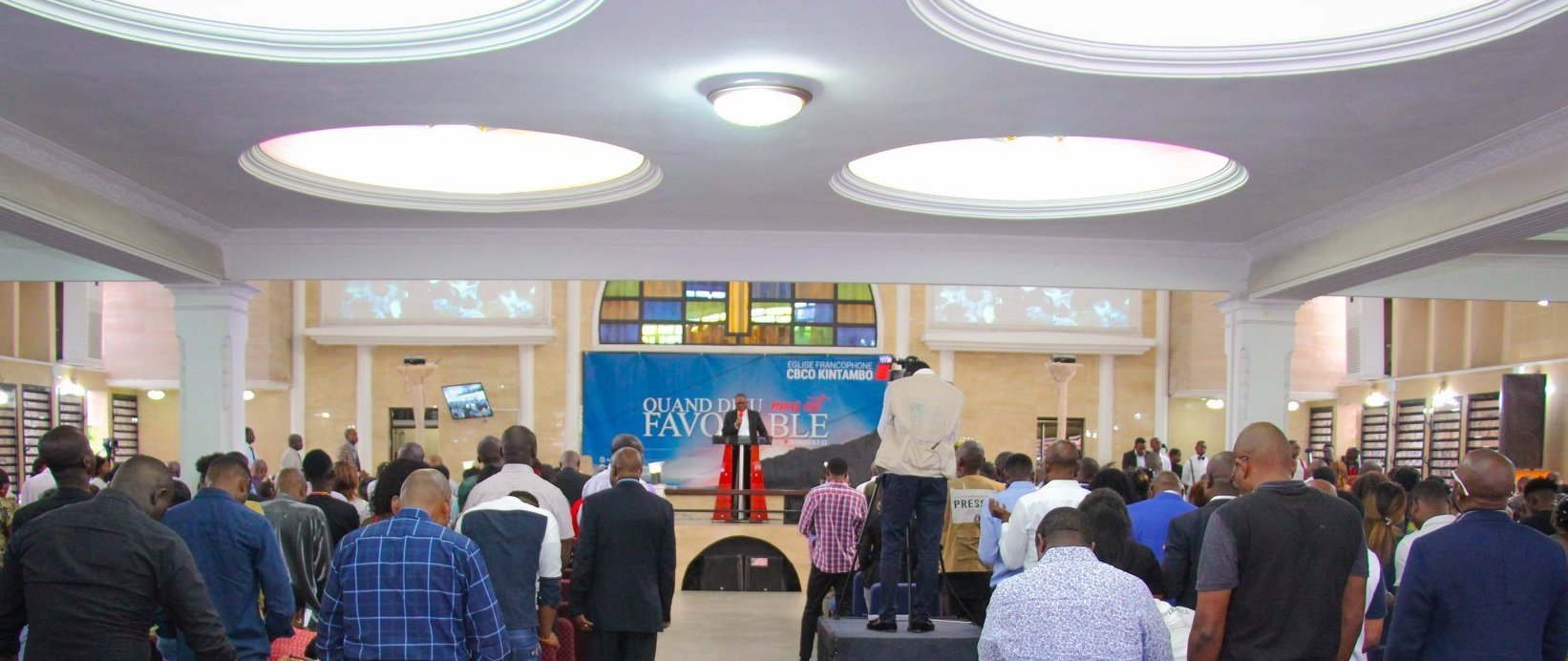
Service à l’Église Francophone CBCO Kintambo de Kinshasa, affiliée à la Communauté baptiste du Congo, 2019.

Le baptisme a commencé dans le haut du Fleuve Congo, en 1878, avec le pasteur baptiste gallois Alfred Tilly de la Livingstone Inland Mission. Une autre mission britannique a été installée le long du Fleuve Congo en 1880, par Thomas J. Comber et George Grenfell de la Baptist Missionary Society,,.
En 1946, la Communauté baptiste du Congo a été fondée. Selon un recensement de la confession publié en 2020, elle disait avoir 966 églises et 1 050 000 membres.
En 1960, la Communauté Baptiste du Fleuve Congo a été fondée. Selon un recensement de la confession publié en 2020, elle disait avoir 2668 églises et 1 760 634 membres.
L’Église du Christ au Congo (ECC) a été fondée en 1924, sous le nom de Conseil Protestant du Congo (CPC). En 1934, elle prend le nom de l’Église du Christ au Congo. Elle regroupe 64 confessions chrétiennes protestantes et évangéliques et 25 504 220 fidèles
- Cathédrale du Centenaire protestant (1978, Kinshasa)
- Daniel Ngoyi Mulunda (1959-)
- François-David Ekofo (en)
- Communauté baptiste du Congo (CBCO)
- Communauté baptiste du Fleuve Congo (CBFC)
- Ministère du combat spirituel (Olangi-Wosho) (1993)
- Centre évangélique francophone la Borne
- Église de Réveil du Congo (ERC)

### Kimbanguisme

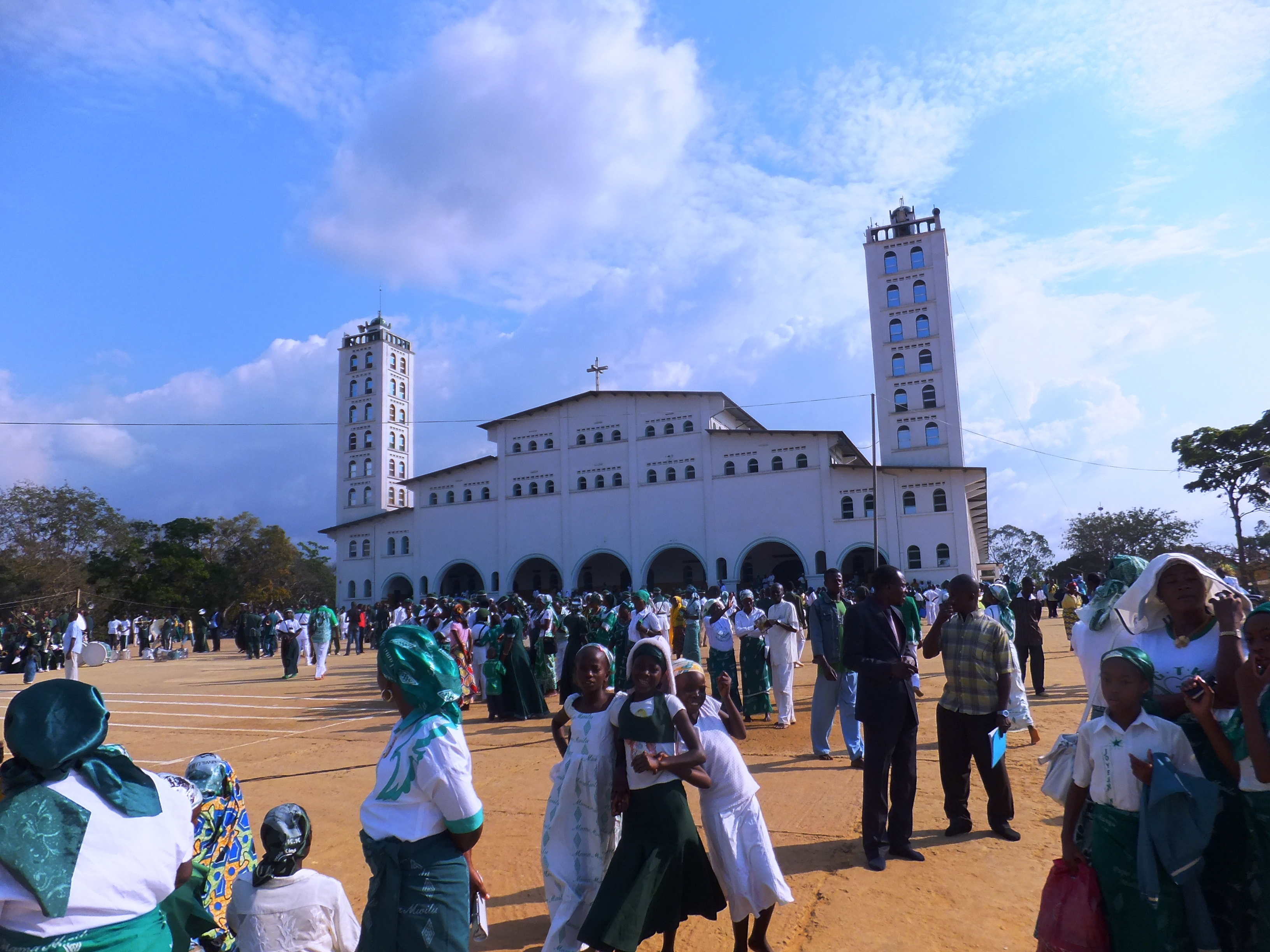
Temple de Nkamba, Bas-Congo

Au cours de la première moitié du XXe siècle, les mouvements prophétiques se multiplièrent. Leur nature était anticoloniale et chrétienne, et ils conduisirent à des réactions violentes des autorités coloniales.
Le Kimbanguisme a été fondé par Simon Kimbangu (1887-1951). Né à Nkamba au Bas-Congo, il fut élevé pour devenir missionnaire protestant. En avril 1921, à l'âge de 39 ans, il déclara avoir eu une vision du Christ, qui l'aurait appelé à reconvertir les siens et à consacrer sa vie à Dieu. Kimbangu choisit d'essayer d'ignorer cette vision, part pour Léopoldville et abandonne sa vie de prêtre. Il aurait eu de nouvelles visions qui le poussèrent à retourner à son ancienne vie, et à se consacrer au Christ. Peu après, on lui attribua une guérison de femme malade par simple imposition des mains. On lui attribua d'autres miracles, et il fut rapidement connu dans la région. Les autorités catholiques protestèrent auprès des autorités, et les protestants le renièrent. Les effets sociaux et économiques commencèrent à se faire sentir, avec des milliers de Congolais qui quittaient leur travail pour venir écouter ses prêches. En juin, les autorités coloniales l'arrêtèrent pour incitation à la révolution et la désobéissance civile. Quatre mois plus tard, il fut condamné à mort. Après une campagne internationale, Albert Ier de Belgique convertit la sentence en un emprisonnement à vie. Il mourut 30 ans plus tard en prison, en 1951.
Les autorités coloniales pensaient que le mouvement ne survivrait pas à l'emprisonnement et la mort de Simon Kimbangu, mais celui-ci se maintint et fut un élément actif de résistance à la colonisation. Dans la période postcoloniale, les choses devinrent plus complexes. Plutôt que d'interdire cette église, Mobutu se l'appropria et lui donna un statut officiel. Le Kimbanguisme se répandit à travers le pays, et essaima à travers les pays environnants. Il est maintenant pratiqué par environ 10 % de la population de la RDC. Il est prescrit de ne pas boire d'alcool, de ne pas fumer, d'éviter la violence et la polygamie.

### L’Église de Jésus-Christ des saints des derniers jours
Les premiers missionnaires mormons sont arrivés en RDC en 1986. L'Église a 34 547 membres et 116 congrégations.
- L'Église de Jésus-Christ des Saints des Derniers Jours en république démocratique du Congo (en) (260 000 membres revendiqués)

### Autres mouvements d'inspiration chrétienne
- Jamaa Movement, autour de Placide Tempels (1906-1977)
- Kitawala Movement, église africaine indépendante (depuis les années 1920)

## Croyances religieuses traditionnelles
Bien que seulement 1 % de la population congolaise soit exclusivement animiste, les croyances africaines touchent une part de la population bien plus large et laissent des traces sur la manière de vivre le christianisme. Une grande majorité des Congolais sont en effet familiers des croyances des religions de l'Afrique qui partagent plusieurs points :

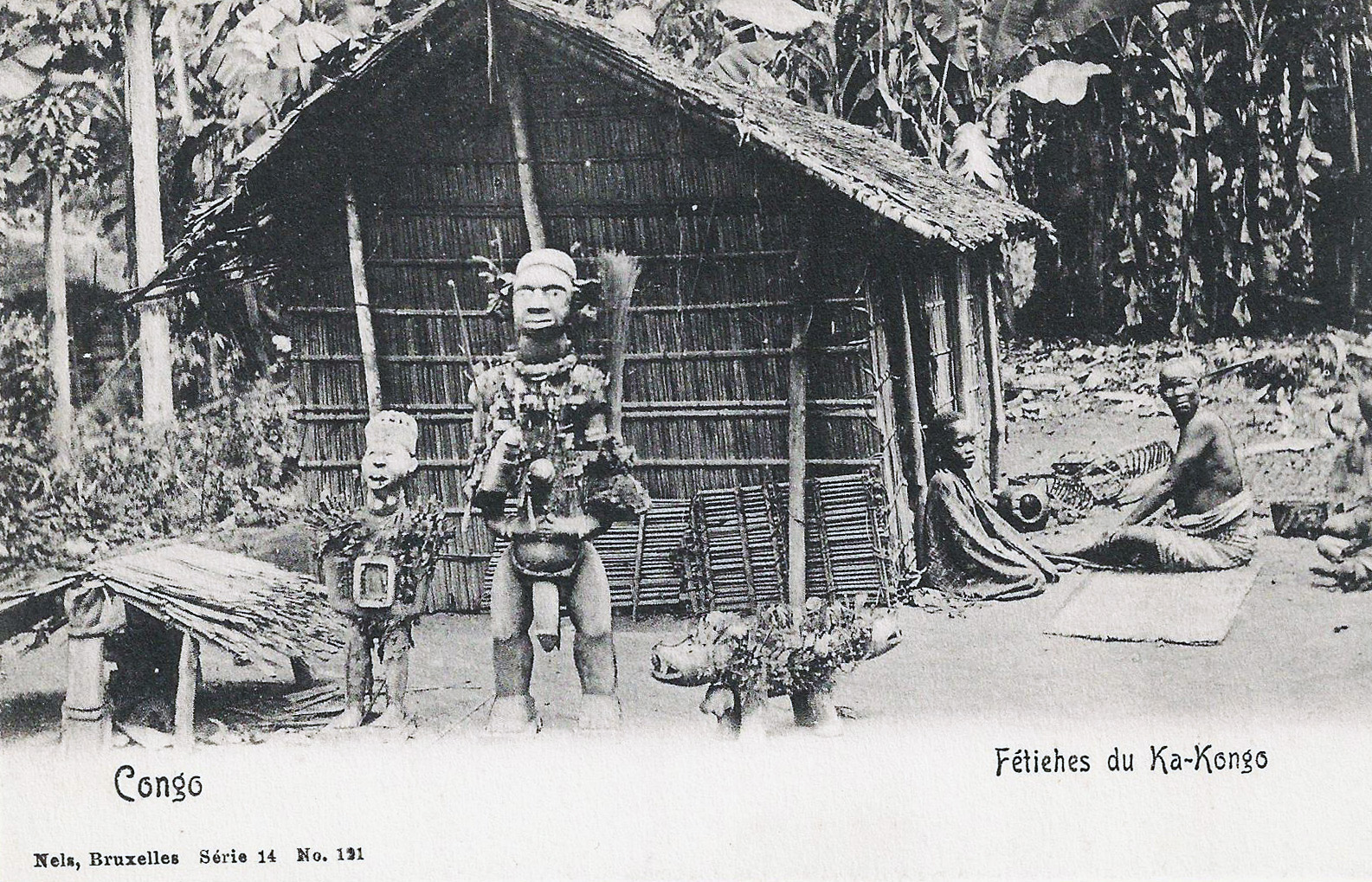
Fétiches du Ka-Kongo (vers 1905).

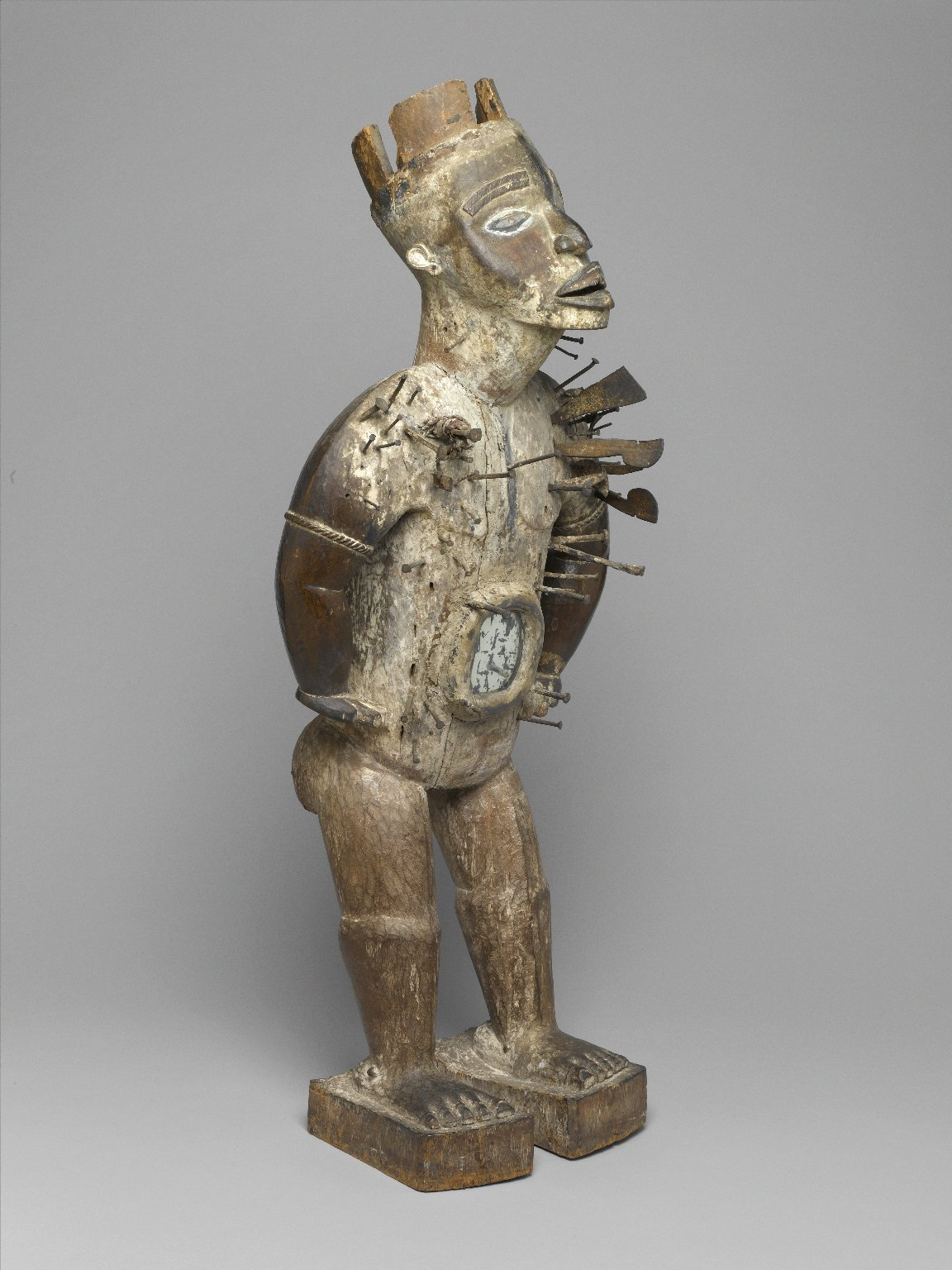
Nkisi Nkondi - Collection du musée de Brooklyn.

- Une croyance en un esprit créateur souverain sur les esprits. Cependant ce dieu est rarement la cause de tout évènement. Dans quelques-unes des langues congolaises, le nom du dieu créateur est proche du mot « père » ou « créateur ». Certains groupes le voient comme étant partout, omniprésent, d'autres le voient comme siégeant dans le ciel. Pour la plupart des animistes, le lien avec le dieu créateur est fait par l'intermédiaire des esprits ancestraux. Une minorité de groupes croit en un contact direct avec celui-ci.
- Une croyance en une force essentielle source de vie qui anime le corps. Cette force quitterait le corps à la mort et deviendrait un esprit ancestral. Ces esprits continuent à être actif parmi les vivants de la même famille, soit en les punissant soit en leur faisant du bien. Certains anciens esprits ancestraux sont priés même par des personnes hors de leur famille.
- Dans quelques régions de la forêt, une croyance en différents esprits de la nature est présente, ceux-ci sont souvent rattachés aux tourbillons aquatiques, aux montagnes ou aux fontaines. L'au-delà est soit souterrain, soit sous les lacs.
- Des fétiches peuvent avoir des pouvoirs surnaturels positifs ou négatifs. Dans l'est du pays, notamment au cours de la rébellion Simba ou de la Deuxième Guerre du Congo, certains groupes militaires croyaient en une invincibilité donnée par des fétiches transformant les balles en eau (idéologie traditionnelle Maï-Maï).
- Les sorciers, les devins et les guérisseurs agissent comme intermédiaires pour accéder au surnaturel. Cette croyance a pris de l'importance, poussée par les problèmes économiques et sociaux causés par la guerre. Plusieurs enfants ont ainsi été chassés de leur famille, après avoir été dénoncés comme enfants sorciers.
- Des cérémonies ou des prières collectives aux ancêtres, aux esprits de la nature ou au dieu créateur sont généralement pratiquées dans des lieux sacrés, comme des arbres, des grottes ou des intersections. Ces cérémonies prennent lieu à une heure spécifique dépendant du groupe ethnique.
- Akongo (en) (Dieu créateur)
- Zebola (en)

## Islam: 1..10%
En république démocratique du Congo, les musulmans sont une minorité représentant la deuxième communauté religieuse en nombre de fidèles après le christianisme, religion majoritaire dans le pays.
L'islam est arrivé au Congo vers 1860, par le commerce de l'ivoire et des esclaves, depuis l'Afrique de l'Est, et le nombre exact de musulmans dans le pays n'est pas connu et diverge selon les sources. En effet, la proportion de 1,5 % est avancée par le Pew Research Center, tandis que selon le World Factbook de la CIA 1,2 % des Congolais sont musulmans, alors que d'autres sources indiquent 10 %.
Approximativement 50 % des musulmans s'identifient comme sunnites, 10 % comme chiites, et 15 % comme ahmadi. Les autres musulmans ne s'associent à aucun groupe particulier. Les Chrétiens convertis à l'islam sont souvent persécutés et rejetés par leurs familles, ce qui les pousse à abandonner la religion. À l’inverse, les Musulmans se convertissent au christianisme pour se rapprocher de la religion du pays, le christianisme étant la religion dominante au Congo.

## Autres spiritualités
- Bahaïsme en république démocratique du Congo (en) (209 000 adeptes revendiqués en 2005)
- Judaïsme (peut-être encore 200 personnes, Léon Kengo (1935-), Olivier Strelli (1946-), Moïse Katumbi (1964-)
  - Histoire des Juifs en république démocratique du Congo

## Statistiques
| Source                            | Christianisme (total) | Catholicisme | Protestantisme | Islam | Autres | Liens |
| --------------------------------- | --------------------- | ------------ | -------------- | ----- | ------ | ----- |
| Département d'État des États-Unis | 90 %                  | 50 %         | 35 %           | 5 %   | 5 %    |       |
| Pew Research Center               | 96 %                  | 47 %         | 48 %           | 1,5 % | 2,5 %  |       |
| World Factbook de la CIA          | 95,9 %                | 29,9 %       | 26,7 %         | 1,3 % | 1,2 %  |       |